# Біляївська рибна юшка
Біляївська рибна юшка — традиційна рибна страва на багатті, яку готують переважно чоловіки-рибалки у Біляївці Одеської області, обов'язкова страва під час родинних зібрань чи свят, страва вихідного дня. З 2022 року знання, вміння та практики, що стосуються приготування та споживання біляївської рибної юшки є елементом Національного переліку нематеріальної культурної спадщини.
Єдиного рецепта юшки по-біляївськи не існує. Для приготування тіста потрібна свіжа риба, овочі, спеції. Риби потрібно декілька видів, це може бути короп, товстолоб, лящ або окунь. Рибу, разом з водою, яка з неї стекла, та пузирем викладають у казан, наливають води та ставлять на вогонь. Після закипання додаються овочі.
Окремо готують приправу, що має назву «саламур» і складається зі спецій — часнику, перцю, солі, та розбавляється щойно звареною юшкою, додаються томати,